# Autocharis
Autocharis é um gênero de mariposa pertencente à família Crambidae.